# 鈴木陽斗實
鈴木陽斗實（日语：／ Suzuki Hitomi，1996年6月21日—2022年12月18日），日本女性聲優，千葉縣出身，2019年在东京艺术大学取得音乐学士学位。Office PAC所屬，聲優團體NOW ON AIR成員之一。

## 生平經歷
2016年，在东北新社和CS家庭剧场举办的“公子试镜”的第一次海选中，从约3000名应征者中脱颖而出（共6人）。这六人组成了声优组合“NOW ON AIR”，全员作为主角登场。声优出道作品为在2017年8月25日上映的剧场版动画《想要传达你的声音》，饰演琵琶小路乙叶。
从东京艺术大学音乐学部附属高等音乐学校毕业后，进入东京艺术大学音乐学部单簧管专业学习，并于2019年毕业。
2020年7月22日起，在媒体组合企划「Cheer球部!」中饰演川端华一角。同时还作为声优组合“Qace”的成员活跃，该组合10个主要演员，参与了歌曲的单簧管演奏。
2021年1月22日，Office PAC宣布铃木阳斗实因病暂时休业。7月2日，当NOW ON AIR宣布停播时，她更新了自己的推特，宣布自己被诊断出患有恶性肿瘤，正在全力治疗，虽然身体状况良好，但仍在接受治疗。同年4月，《Cheer球部！》中川端华的角色由Production Ace的戸張琴子取代。
2021年12月12日，她在完成医疗期后出院，Office PAC发布公告称，其正在为回归做调整。
2022年12月18日因癌症去世，消息于同年12月24日在Office PAC官网公布。享年26岁。

## 配音作品

### 電視動畫
2018年
- Overlord II（女僕）
- 魯邦三世 PART5（女學生A）

2019年
- 廚病激發BOY（女學生）
- No Guns Life（少女）

2020年
- 啄木鳥偵探所（女客人）

2021年
- 這個美妙的世界 The Animation（女高中生）

### 動畫電影
2017年
- 想要傳達你的聲音（日语：きみの声をとどけたい）（琵琶小路乙葉）

2018年
- 薄墨櫻 -GARO-（姬）

### 電子遊戲
2020年
- 生化危机3 重制版（瓦萊莉·哈蒙）
- 裝甲娘（Perfect ZX3 <Akibata Alice>）
- 怪物彈珠（女王·哈倩兒）

2021年
- 湯姆貓與傑利鼠：玩命追逐
- 魔物獵人物語2 ～破滅之翼～（主角Rider）

### 跨媒體製作
2020年
- Cheer球部!（日语：Cheer球部!）（川端華（初代版））

## 外部連結
- 鈴木陽斗實的X（前Twitter）